# Едмънд Кенеди
Едмънд Безли Корт Кенеди (на английски: Edmund Besley Court Kennedy) е английски военен топограф и геодезист, изследовател на Австралия.

## Ранни години (1818 – 1845)
Роден е на 5 септември 1818 година на остров Гърнси, Нормандски острови, шестото от деветте деца на полковник Томас Кенеди от Британската армия и Мери-Ан Смит.
Кенеди завършва Колеж Елизабет в родния си град, като проявява ранен интерес към геодезията. През 1837 заминава да работи в Рио де Жанейро. Завръщайки се в Англия през 1838 посещава лекции по геодезия в Кингс Колидж в Лондон, където получава сертификат. През 1839 г. емигрира в Нов Южен Уелс, Австралия, и започва работа като инспектор-топограф по земеразделянето в щата.

## Експедиционна дейност (1845 – 1848)
През 1845 – 1846 участва като топограф в експедицията на Томас Мичъл в южната част на щата Куинсланд, която от източното крайбрежие достига да залива Карпентария.
От 13 март 1847 до 7 февруари 1848 провежда самостоятелна експедиция, като открива средното и долно течение на река Барку (лява съставяща на Купърс Крийк) и доказва, че реката не се влива в залива Карпентария.
На 29 април 1848 предприема нова експедиция, като заснема и описва източния бряг на п-ов Кейп Йорк, но на 23 декември същата година в най-северната част на полуострова, до нос Кейп Йорк е убит от аборигените.